# لك يا شام (مسلسل)
لك يا شام مسلسل سوري من إنتاج التلفزيون العربي السوري في عام 1989، تأليف الروائي السوري خيري الذهبي وإخراج غسان جبري. ويعد المسلسل من أوائل المسلسلات في سوريا التي اتخذت من دمشق بيئة لها، وشهد هذا العمل عددا من النجوم حينها مثل رفيق سبيعي ونبيلة النابلسي وعباس النوري.

## أبطال المسلسل
- أيمن زيدان
- بسام كوسا
- عباس النوري
- نادين
- رفيق سبيعي
- نبيلة النابلسي
- وفاء موصللي
- بشار إسماعيل
- نذير سرحان
- عدنان بركات
- أحمد عداس
- أمانة والي
- هدى شعراوي
- رضوان عقيلي
- المذيع عبد المعين عبد المجيد.
- علي الرواس

نفذ الموسيقى التصويرية الموسيقار عبد الفتاح سكر..ونفذ الديكور الفنانة أسماء الفيومي..